# VINAI
VINAI là một nhóm nhạc điện tử được thành lập vào năm 2011 bởi hai nhà sản xuất âm nhạc đồng thời cũng là anh em ruột người Ý, Alessandro Vinai và Andrea Vinai.

## Sự nghiệp

### Những bản nhạc
| Ca khúc                                          | năm  | Vị trí | Chứng chỉ | Album             |
| Ca khúc                                          | năm  | BEL    | Chứng chỉ | Album             |
| ------------------------------------------------ | ---- | ------ | --------- | ----------------- |
| "Raveology" (hợp tác với DVBBS)                  | 2014 | 84     |           | Non-album singles |
| "Bounce Generation" (with TJR)                   | 2014 | 62     |           | Non-album singles |
| "How We Party" (hợp tác với R3hab)               | 2014 | —      |           | Non-album singles |
| "Louder" (hợp tác với Dimitri Vegas & Like Mike) | 2015 | 92     |           | Non-album singles |
| "Legend"                                         | 2015 | —      |           | Non-album singles |
| "The Wave" (featuring Harrison)                  | 2015 | —      |           | Non-album singles |
| "Frontier" (hợp tác với SCNDL)                   | 2015 | —      |           | Non-album singles |
| "Techno"                                         | 2015 | —      |           | Non-album singles |
| "Get Ready Now"                                  | 2015 | —      |           | Non-album singles |
| "Sit Down" (hợp tác với Harrison)                | 2016 | —      |           | Non-album singles |
| "Lit" (hợp tác với Olly James)                   | 2016 | —      |           | Non-album singles |
| "Into the Fire" (featuring Anjulie)              | 2016 | —      |           | Non-album singles |

### Remix
2012:
- Pound The Alarm - Nicki Minaj
- Sexy And I Know It - LMFAO
- Te Quiero Mi Amor - Dj Samuel Kimk
- Me Gusta - Desaparecidos

2013:
- Rain On My Shoulder - J. Nice & Frank Tedesco Feat. Lil'Lee
- RocknnRolla - Bestfors Feat. Manu LJ

2014:
- Sasha Gray - DJ KUBA & NE!TAN
- Miami - Niels Van Gogh Feat. Princess Superstar
- Escape With Me - DJ KUBA & NE!TAN vs. Cherry Feat. Jonny Rose
- Loco - Joel Fletcher & Seany B
- Horizon - Kid Massive & Databoy
- Unstoppable - R3hab Feat. Eva Simons
- Soundwave - R3hab Feat. Trevor Guthrie

2015:
- What I Did For Love - David Guetta Feat. Emeli Sandé
- Nova - Dimitri Vegas & Like Mike vs Tujamo & Felguk
- Neon Future - Steve Aoki feat. Luke Steele của nhóm nhạc Empire of the Sun
- Keep Shining - Redfoo

## Top 100 DJ Mag
- 2014 - #62 (mới) [cần dẫn nguồn]
- 2015 - #43 (Tăng 19 bậc) [cần dẫn nguồn]

## Liên kết
- VINAIofficial.com
- VINAI on Facebook